# Conquista fatimí de Egipto
La conquista fatimí de Egipto se verificó en el 969, cuando las tropas del califato fatimí a las órdenes del general Chauhar se apoderaron del territorio, que hasta entonces había gobernado autónomamente la dinastía ijshidí en nombre del califa abasí.
Los fatimíes habían tratado repetida e infructuosamente de conquistar Egipto desde que se hicieron con el poder en Ifriqiya en el 909; el califato abasí, aún poderoso, lo impidió. En la década del 960, sin embargo, los fatimíes habían consolidado y aumentado su poder, mientras que su rival oriental se había sumido en la decadencia y los ijshidíes sufrían también una larga crisis: las incursiones extranjeras y una grave hambruna se sumaron a la muerte en el 968 del caudillo Abú al-Misk Kafur. Este fallecimiento creó un vacío de poder que desató las luchas entre las distintas facciones en Fustat, la capital de Egipto. La crisis se agudizó por las campañas simultáneas bizantinas contra los Estados musulmanes del Mediterráneo oriental. Entretanto, los agentes fatimíes operaban abiertamente en Egipto, y los notables empezaron a aceptar e incluso a ansiar la toma del poder por el califato occidental con la esperanza de acabar así con la inestabilidad y la inseguridad.
La coyuntura hizo que el califa fatimí al-Muiz organizase una gran expedición para conquistar Egipto. La dirigió Chauhar; partió de Raqqada el 6 de febrero del 969 y llegó al delta del Nilo dos meses después. Los grupos ijshidíes prefirieron negociar la capitulación que oponerse al invasor; Chauhar concedió un perdón (amān), prometiendo respetar los derechos de los notables egipcios y de la población y emprender la yihad contra los bizantinos. El ejército fatimí venció a los soldados ijshidíes que trataron de impedir su cruce del Nilo entre el 29 de junio y 3 de julio, al tiempo que los agentes fatimíes aprovechaban la confusión para apoderarse de Fustat y declarar su sumisión a al-Muiz. Chauhar confirmó el amān y tomó posesión de la ciudad el 6 de julio; la oración de viernes se leyó en nombre de al-Muiz ya el 9 de julio.
Chauhar sirvió en calidad de virrey de la región durante los cuatro años siguientes, sofocando rebeliones y emprendiendo la construcción de una capital nueva, El Cairo. Sus intentos de adueñarse de otros territorios antiguamente ijshidíes como el Levante y de atacar a los bizantinos, fracasaron; avanzó velozmente al comienzo, pero luego los ejércitos fatimíes fueron aniquilados y Egipto sufrió la invasión cármata, que fue frenada justo al norte de El Cairo. Al-Muiz llegó a Egipto en el 973, y se instaló en El Cairo, que a partir de entonces fue la capital del califato hasta su desaparición.

## Primeros intentos de conquista de Egipto
Los fatimíes se hicieron con el poder en Ifriqiya en el 909, cuando se lo arrebataron a los aglabíes con la colaboración de los bereberes kutama. A diferencia de sus predecesores, que se limitaron a señorear la región en las lindes occidentales del Califato abasí, los fatimíes tenía pretensiones ecuménicas, pues eran una secta ismailí chiita que afirmaba descender de Fátima, la hija de Mahoma y mujer de Alí, consideraba a los abasíes suníes usurpadores y estaban decididos a derrocarlos y sustituirlos al frente de un imperio universal. Así, a comienzos del 910, el soberano fatimí Ubaidalá se declaró imán y califa con el sobrenombre de al-Mahdi Billah (909-934).

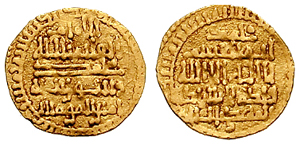
Dinar de oro del segundo califa fatimí, al-Qaím bi-Amrilá. Como heredero de su padre, dirigió las dos primeras y fallidas invasiones de Egipto que emprendió la dinastía.

A consecuencia de esta visión imperial del poder y tras haberse adueñado de Ifriqiya, los fatimíes pasaron a tratar de hacerse con Egipto, la puerta al Levante e Irak, donde se hallaba la corte de sus contrincantes abasíes. La primera invasión la emprendió el heredero del trono califal, al-Qaím bi-Amrilá, en el 914. Este conquistó Cirenaica (Barca), Alejandría y el oasis de El Fayún, pero no puedo apoderarse de la capital, Fustat, y hubo de retirarse en el 915, tras la llegada de socorros abasíes del Levante e Irak.
La segunda invasión se verificó en el 919-921. Los fatimíes se adueñaron otra vez de Alejandría, pero fueron detenidos por segunda vez ante Fustat y perdieron sus navíos. Al-Qaím ocupó el oasis de El Fayún, pero tuvo que abandonarlo ante la llegada de refuerzos abasíes; tuvo que replegarse a Ifriqiya atravesando el desierto. El califato abasí se sumió en una aguda crisis en la década del 930; los fatimíes trataron de aprovechar las consiguientes rencillas entre las facciones militares de Egipto en 935-936. Las huestes fatimíes volvieron a ocupar Alejandría brevemente, pero la campaña en realidad sirvió fundamentalmente para que Muhammad ibn Tughj al-Ijshidí, un jefe militar turco, se afianzase como señor de Egipto y del sur del Levante —oficialmente en nombre de los abasíes, pero en realidad como caudillo independiente— y fundase la dinastía ijshidí. Durante sus disputas subsiguientes con Bagdad, al-Ijshidí no dudó en buscar el apoyo fatimí, incluso sugiriendo una alianza matrimonial entre uno de sus hijos y una hija de al-Qaím, pero abandonó el plan cuando la corte abasí reconoció su autoridad y títulos. Además, la gran revuelta de Abū Yazīd (943-947) contra los fatimíes les impidió a estos acometer cualquier operación contra Egipto durante varios años.

## Cambio de circunstancias: Egipto la década de 960
El equilibrio de poder se inclinó gradualmente en favor de los fatimíes durante el segundo tercio del siglo X: mientras los fatimíes afianzaban su poder, los abasíes se debilitaban por las luchas intestinas entre las fracciones burócratas, cortesanas y militares. Estos fueron perdiendo gradualmente las provincias fronterizas, de las que se apoderaron dinastas regionales ambiciosos y el poder del califa quedó limitado a Irak; por añadidura, los califas abasíes quedaron reducidos a meros peones impotentes de los buyíes a partir del 946.
Los ijshidíes pasaban también por una crisis en la década del 960, debida tanto a problemas internos como a presiones externas. Makuria emprendió la conquista de Egipto meridional, mientras en el oeste, los bereberes Laguatan ocuparon la región en torno a Alejandría, y se coligaron con las tribus beduinas del Desierto Occidental para combatir al ejército ijshidí. Los levantiscos beduinos del Levante amenazaban la autoridad ijshidí en la zona, que fue además invadida por los cármatas. Estos atacaban las caravanas de mercaderes y peregrinos a La Meca, a menudo en colusión con los beduinos; los ijshidíes eran incapaces de frenar estas correrías.. La situación era tal, que las rutas por tierra entre Egipto y Irak quedaron prácticamente cortadas. Los historiadores modernos sospechan que los fatimíes fomentaron algunos de estos acontecimientos: el orientalista francés Thierry Bianquis afirma que la incursión macuria del 956, que devastó la región de Asuán, contó probablemente con el apoyo encubierto de los fatimíes; es también habitual, si bien no existen pruebas de ello, afirmar que los fatimíes colaboraron con los beduinos y los cármatas en el Levante.
La situación interior de Egipto había empeorado por una serie de escasas inundaciones del Nilo que empezaron en el 962. El nivel de inundación del 967 fue el menor del primer periodo islámico; las crecidas de los tres años siguientes también fueron anormalmente bajas. Los cálidos vientos y las langostas también destruyeron los cultivos; se originó la peor hambruna que se recordaba, a la que se sumó una peste extendida por las ratas. Los precios de los alimentos aumentaron rápidamente: en el 968, un pollo costaba veinticinco veces más que antes y un huevo cincuenta veces más. La capital, Fustat, fue la más afectada. La hambruna y las epidemias aquejaron a la que entonces era la ciudad más populosa del mundo islámico tras Bagdad; las epidemias continuaron durante los primeros años del período fatimí. Las escasas cosechas también redujeron los ingresos de la hacienda egipcia y los ijshidíes redujeron gastos. Esto afectó directamente a los influyentes círculos religiosos; no recibían sus salarios y los fondos para el mantenimiento de las mezquitas desaparecieron; además, la incapacidad de aportar hombres y dinero para garantizar la seguridad de las caravanas de peregrinos a La Meca a partir del 965 hizo que estas desapareciesen temporalmente.
Por añadidura, el Imperio bizantino de Nicéforo II (963-969) arrebató tierras al mundo islámico en la década del 960: Creta, Chipre, Cilicia y parte del norte de Siria. La reacción ijshidí fue titubeante e ineficaz: no hizo nada por sostener a Creta y la flota enviada contra los bizantinos tras la caída de Chipre fue destruida por el enemigo, lo que dejó inermes las costas de Egipto y el Levante. Los musulmanes egipcios exigían una yihad y perpetraron matanzas de cristianos, que fueron contenidas con dificultad. La propaganda fatimí se apresuró a aprovechar en su favor la ofensiva bizantina, contrastando la inoperancia ijshidí y abasí con la actitud de los fatimíes, que combatían a los bizantinos en la Italia meridional como enérgicos campeones del islam. El avance bizantino, sumado al pillaje de beduinos y cármatas en Siria, también privó a Egipto del trigo levantino, un complemento habitual en tiempo de hambrunas.
Esta conjunción de problemas internos y amenazas externas, y la continua mengua del poder abasí hicieron que la perspectiva de una absorción fatimí de Egipto se tornase cada vez más atractiva para los egipcios.

## Caída de los ijshidíes

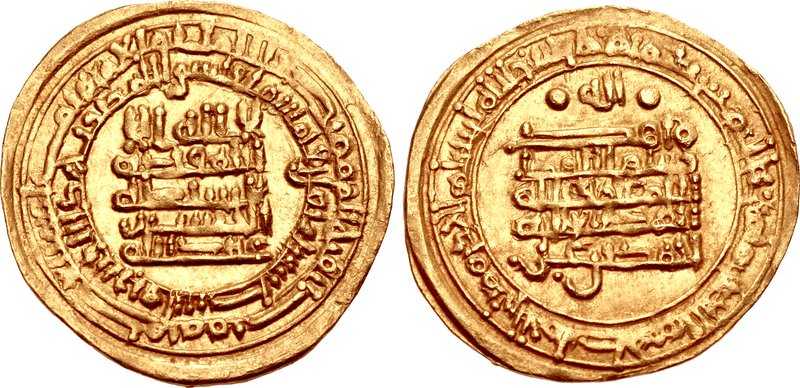
Dinar de oro acuñado en el 968/9 en Ramla (Palestina) con el nombre del último señor ijshidí de Egipto, Abu'l-Fauaris Ahmad.

La muerte en abril de 968 del caudillo Abu al-Misk Kafur, que había acaparado el poder durante años, paralizó al régimen. El visir, Chafar ibn al-Furat, casado con una princesa ijshidí y que quizá aspiraba a entronizar a su hijo, intentó hacerse con el control del gobierno, pero carecía de apoyos fuera de la burocracia; el ejército, por su parte, estaba dividido en camarillas enfrentadas (principalmente la ijshidí, formada por militares reclutados por al-Ijshí, y la kafurí, compuesta por los alistados en tiempos del recién fallecido Kafur). Los dirigentes militares habrían preferido que uno de ellos hubiese sucedido a Kafur, pero tuvieron que renunciar a tal pretensión ante la oposición de la familia ijshidí y de los notables civiles y religiosos.
Las diversas fracciones pactaron al principio compartir el poder, dejar el trono al nieto de al-Ijshí, Abu'l-Fauaris Ahmad ibn Alí, por entonces de apenas once años, y aceptar por regente al tío de este, Hasán ibn Ubaidalá, gobernador de Palestina, mientras Ibn al-Furat seguía como visir y el mameluco Shamul al-Ijshidí asumía la jefatura del Ejército. El acuerdo se desbarató pronto debido a las rivalidades personales y entre grupos. Shamul carecía de autoridad real sobre las tropas, de modo que la fracción ijshidí expulsó por la fuerza del país a sus rivales de la kafurí. Al mismo tiempo, Ibn al-Furat empezó a arrestar a sus rivales en la administración, lo que desorganizó tanto esta como la recaudación de impuestos. El regente Hasán ibn Ubaidalá llegó de Palestina en noviembre y ocupó Fustat, encarcelando a Ibn al-Furat; pero sus esfuerzos por establecer su autoridad fracasaron, y a comienzos del 969 abandonó la capital y volvió a Palestina, dejando en Egipto un vacío de poder.
Las élites egipcias no tuvieron alternativa a una intervención exterior. Dada la situación internacional del momento, esta solo podía provenir de los fatimíes. Las fuentes medievales señalan que notables civiles y militares enviaron misivas al califa fatimí al-Muiz (953-975) en Ifriqiya, que ya aprestaba una nueva invasión de Egipto.

## Preparativos fatimíes

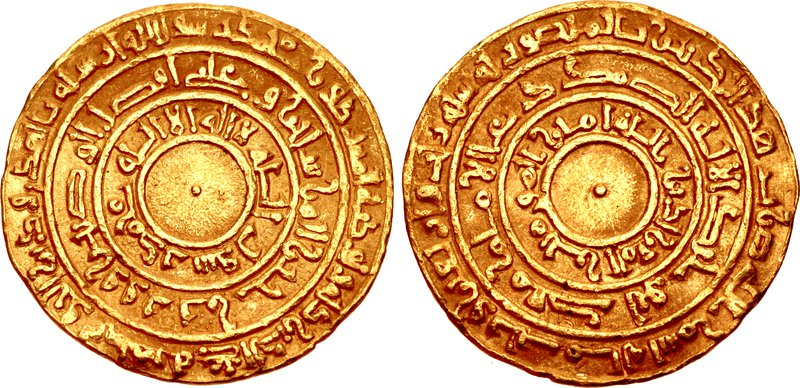
Dinar de oro de al-Muiz, acuñado en al-Mansuriya en el 954/5.

Los primeros años del reinado de al-Muiz este se dedicó a expandir su autoridad por el Magreb occidental y a la lucha contra los bizantinos en Sicilia e Italia meridional, pero el califa no abandonó por ello los planes de conquista de Egipto. Los preparativos empezaron ya en el 965/6: al-Muiz comenzó a hacer acopio de provisiones y a prevenir lo necesario para la invasión. Sus ejércitos acaudillados por Chauhar vencieron a los omeyas del Califato de Córdoba en el 965, privándoles de sus conquistas en el Magreb y extendiendo nuevamente la autoridad fatimí por territorios de los modernos Marruecos y Argelia. En Sicilia, los gobernadores fatimíes conquistaron las últimas plazas bizantinas, completando así la conquista musulmana de la isla, y vencieron a la flota bizantina que llegó para recuperarla. Tras estas victorias el califa firmó una tregua con Constantinopla en el 967, que permitió a las dos potencias proseguir con sus planes de expansión en Oriente: los bizantinos a costa del Emirato de Alepo de los hamdánidas, y los fatimíes, de Egipto. El califa no ocultaba su meta y llegó incluso a presumir ante el embajador bizantino durante las negociaciones afirmando que la próxima que se reuniesen lo harían en Egipto.

### Preparativos militares
Al-Muiz preparó concienzudamente la nueva expedición para conquistar Egipto, a diferencia de lo que habían hecho sus predecesores; dedicó a ello largo tiempo y enormes recursos. Según el historiador egipcio del siglo XV al-Maqrizi, el califa dedicó veinticuatro millones de dinares a la empresa. Lev señala que quizá la cifra en sí no sea exacta, pero que sirve de indicativo de la gran inversión que hicieron los fatimíes para apoderarse de la región. El que al-Muiz fuese capaz de destinar tal suma a la operación refleja lo pujante que era la hacienda del califato en esa época, enriquecida por los aranceles que cobraba al comercio transahariano —solo en uno de los extremos de estas rutas, en Siyilmasa en el 951/2, los fatimíes obtuvieron unos cuatrocientos mil dinares— y por la llegada masiva de oro de gran calidad del África subsahariana. A estos fondos se sumaron en el 968 los impuestos especiales creados para sufragar la inminente expedición.
Chauhar, que acababa de concluir su victoriosa campaña en el Magreb, fue enviado a los territorios kutama en el 966 a reclutar hombres y recaudar fondos; en diciembre del 968, estaba de vuelta en Egipto con nuevas tropas y medio millón de dinares para costear la nueva invasión. Al gobernador de Barca se le ordenó que preparase el camino a Egipto y que excavase nuevos pozos a intervalos regulares, para facilitar la marcha del ejército invasor. Estos preparativos meticulosos son un signo más del poderío y la estabilidad que para entonces había alcanzado el Estado fatimí. Los ejércitos que habían tratado de invadir la región anteriormente habían sido indisciplinados y habían aterrorizado a la población, pero el de al-Muiz, pese a ser muy grande, era por el contrario disciplinado y estaba bien pagado. El mando supremo de la expedición se confió a Chauhar: el califa informó a los gobernadores de las ciudades que iba a atravesar que debían desmontar en su presencia y besarle la mano.

### Propaganda fatimí en Egipto
La propaganda antiabasí y profatimí abundaba en todo el mundo islámico a comienzos del siglo X; había partidarios de los ismailíes incluso en la propia capital abasí. La actividad de los agitadores fatimíes y de sus partidarios en Egipto está atestiguada en las fuentes en el 917/8, en vísperas de la segunda invasión de la región. El gobernador detuvo al año siguiente a varias personas que mantenían correspondencia con el ejército invasor fatimí.
Los fatimíes habían redoblado la propaganda y la subversión del enemigo tras el fracaso de las primeras invasiones. Fustat era un centro comercial clave con una población diversa en etnias y en religiones, lo que hacía que los misioneros fatimíes pudiesen infiltrarse fácilmente en ella. Incluso Kafur llegó a recibir a una de sus delegaciones públicamente; las prédicas se hacían abiertamente en Fustat y los agentes fatimíes hacían hincapié en que el gobierno fatimí se impondría únicamente tras la muerte de Kafur.
El dirigente de los predicadores profatimíes era el rico mercader Abú Chafar Ahmad ibn Nasr, que mantenía buenas relaciones con los poderosos egipcios, incluido el propio visir Ibn al-Furat; puede que sobornase a algunos de ellos. Los más atraídos por Ibn Nasr eran los mercaderes de la ciudad, que deseaban la vuelta de la estabilidad. Se afirma también que Ibn Nasr influía asimismo en el efímero regente Hasán ibn Ubaidalá; cuando las tropas se amotinaron en Fustat, Ibn Nasr le aconsejó que solicitase la ayuda de al-Muiz y llevó personalmente al califa la carta en la que se hizo la petición. Su lugarteniente Chabir ibn Muhammad organizaba la prédica en los barrios residenciales de la ciudad, distribuyendo pancartas filofatimíes que debían emplearse cuando llegase el ejército invasor. Los fatimíes contaron también con la colaboración del converso judío Yaqub ibn Kilis, que había pretendido el cargo de visir antes de ser perseguido por su rival Ibn al-Furat. Ibn Kilis huyó a Ifriqiya en septiembre del 968, donde se convirtió al islam ismailí y aportó a sus protectores su conocimiento de los asuntos egipcios. El régimen ijshidí estaba infestado de partidarios fatimíes; se afirma incluso que algunos de los jefes militares turcos escribían a al-Muiz invitándole a conquistar Egipto, y los historiadores modernos sospechan que el mismísimo Ibn al-Furat se pasó al partido profatimí.
Los historiadores modernos hacen hincapié en la hábil propaganda política que precedió a la invasión. Sumada a la hambruna que aquejaba a Egipto y a la crisis política del régimen ijshidí, resultó más trascendente en la conquista que el mismo ejército, y allanó la invasión, que resultó rápida y sin apenas dificultades. El terror que suscitaron las conquistas bizantinas en el Levante septentrional en el 968, que se llevaron a cabo sin oposición reseñable, también favoreció a los fatimíes. Los bizantinos corrían la región a voluntad, haciendo abundantes cautivos musulmanes.

## Invasión y conquista de Egipto
Chauhar plantó el real en Raqqada el 26 de diciembre de 968, donde comenzó a concentrarse la expedición bajo su supervisión. El califa al-Muiz acudía casi diariamente al campamento que no cesaba de crecer desde el cercano palacio de al-Mansuriya. La fuentes árabes cifran el tamaño del ejército en más de cien mil soldados, a los que había que sumar una poderosa flota; Chaufar tenía mil cofres de oro para sufragar la campaña. El ejército se puso en marcha el 6 de febrero de 969,  tras una solemne ceremonia que presidió el mismo califa en la que Chuhar recibió plenos poderes para dirigir la campaña. Como señal de esta cesión de poderes, solo el califa y Chauhar pudieron permanecer en sus monturas durante la ceremonia; todo los demás dignatarios, incluidos los hijos y hermanos del califa, tuvieron que desmontar y rendir homenaje al jefe de la expedición. Para recalcar la autoridad que le otorgaba al nuevo virrey, al-Muiz acompañó un trecho al ejército, y luego le envió a Chauhar los lujosos vestidos que había llevado aquel día. El ejército marchó a Barca, donde Ibn Kilis se sumó a él.
Las huestes fatimíes alcanzaron el delta del Nilo en mayo del 969. Chauhar ocupó Alejandría sin encontrar resistencia y estableció un campamento fortificado en Tarruja, en el borde occidental del delta, no lejos de Alejandría, mientras la vanguardia se dirigía al oasis de El Fayún. No hubo resistencia a la invasión y Chauhar tardó poco en someter los territorios al oeste del Nilo, desde El Fayún al Mediterráneo. Entonces se detuvo, a la espera de la reacción de Fustat.

### El perdón de Chauhar
Fustat era la clave para controlar Egipto, al ser el centro administrativo y la ciudad más grande del país, como bien sabían los fatimíes. En sus invasiones anteriores habían ocupado gran parte del país, pero habían terminado fracasando por no poder conquistar Fustat. La carrera de Muhammad ibn Tughj al-Ijshí y el propio triunfo de Chauhar en el 969 demuestran que la conquista del centro del país conllevaba el sometimiento del país entero, incluso si algunas provincias no habían sido dominadas totalmente.
Los gobernantes ijshidíes enviaron una delegación a Chauhar a principios de junio con una lista de solicitudes, entre las que destacaba la garantía de su seguridad personal y la de sus propiedades y cargos. El dirigente de la fracción ijshidí del ejército, Nihrir al-Shuaizan, que tenía a sus órdenes el único contingente militar notable, pidió además que se le nombrase gobernador de las ciudades santas de La Meca y Medina, pretensión poco realista y que revela la incomprensión de las creencias religiosas fatimíes. En la delegación participaron jefes de las familias ashrāf —el husainí Abú Chafar Muslim, el hasaní Abú Ismaíl al-Rasi y el abasí Abú'l-Tayib—, el cadí principal de Fustat, Abú Tahir al-Dhuhli, y el mayor agente fatimí en la región, Ibn Nasr.
Chauhar concedió una capitulación (amān) a cambio del sometimiento del país e hizo una proclama con promesas para la población en general. La capitulación era asimismo una proclama del programa político fatimí para Egipto y un instrumento propagandístico. Por ello comenzaba con la justificación de la invasión por la necesidad de proteger a los musulmanes de las zonas orientales del mundo islámico de sus enemigos —referencia implícita a los bizantinos—. El documento enumeraba también una serie de mejoras concretas que pretendía implantar el nuevo régimen en las que se observa el detallado conocimiento que los fatimíes tenían de la región merced a la información que les habían proporcionado sus agentes: el restablecimiento del orden, la seguridad en las rutas de peregrinaje, la supresión de los impuestos ilegales o la mejora de la calidad de la moneda. A los sectores religiosos (predicadores, juristas, etc.) se les trataba de complacer con promesas de pagarles los salarios, restaurar las mezquitas existentes y construir otras nuevas.
En especial, el texto terminaba resaltando la unidad del islam y la vuelta a lo que denominaba «sunna verdadera» del profeta y de las primeras generaciones del islam, buscando así un punto de unión para suníes y chiitas. La redacción ocultaba las intenciones fatimíes, en cuya doctrina ismailí el califa-imán era el heredero del profeta y el único intérprete válido de la sunna. Pronto fue palmario que en lo que se refería a los ritos públicos y a la jurisprudencia, los fatimíes otorgaban precedencia a la doctrina ismailí. Sin embargo, la capitulación cumplió su propósito de atraer al grueso de la población a la nueva dinastía.

### Ocupación de Fustat
La delegación regresó a Fustat el 26 de junio con la carta de Chauhar. Incluso antes de su vuelta, se extendieron rumores que afirmaban que los militares rehusaban el trato y estaban decididos a luchar y a impedir el cruce del Nilo al enemigo. Cuando se leyó públicamente la carta, los oficiales efectivamente se mostraron especialmente contrarios al pacto y ni siquiera el visir Ibn al-Furat consiguió convencerlos para que lo aceptasen. Chauhar proclamó entonces que su expedición era una yihad contra los bizantinos e hizo que el cadí principal confirmase que quien impidiese su marcha era un enemigo de la fe a quien se podía dar muerte. Por su parte, las fracciones ijshidí y kafurí del ejército escogieron un jefe común, Nihrir, quien el 28 de junio ocupó la isla Roda, que controlaba el paso por el puente de barcas que conectaba Fustat con Guiza, en la orilla occidental del Nilo, donde Chauhar había plantado su campamento.
No está claro cómo se desarrolló a continuación el conflicto entre los dos bandos, puesto que las fuentes se contradicen en los detalles. El primer choque ocurrió el día 29 y Chauhar hubo de replegarse. Optó por cruzar el río por otro lugar. Unas fuentes afirman que lo hizo con las barcas que le proporcionaron unos traidores ghilmān ijshidíes, otras que lo consiguió merced a las que había arrebatado Chafar ibn Falá a una flotilla enemiga enviada del Bajo Egipto para auxiliar a la guarnición de Fustat. Estas barcas le permitieron a Ibn Falá trasbordar parte del ejército a la orilla oriental, si bien se desconoce el sitio exacto donde lo hizo. Al-Maqrizi señala que cuatro jefes ijshidíes habían sido despachados a vigilar los posibles vados, pero que pese a ello las tropas enemigas consiguieron cruzar el río. Los dos ejércitos chocaron nuevamente el 3 de julio y esta vez la victoria correspondió a los fatimíes. No se conocen los detalles de la batalla, pero sí que las fuerzas ijshidíes que habían acudido desde Guiza a cortar el paso al enemigo fueron aniquiladas. Los restos de tropas ijshidíes abandonaron entonces Rauda y se dispersaron, dejando Fustat y huyendo incluso al Levante en busca de amparo.
Fustat quedó sumido en el caos, pero entonces los predicadores fatimíes decidieron actuar: contactaron con el jefe de policía y colgaron estandartes blancos fatimíes por la ciudad como señal de sumisión al conquistador; el jefe de la policía, por su parte, recorrió las calles haciendo sonar una campana y portando una pancarta en la que se proclamaba califa a al-Muiz. La resistencia de las tropas había invalidado la capitulación concedida por Chauhar y hubiese permitido que los soldados victoriosos saqueasen la ciudad, pero Chauhar consintió en renovarla y encargó a Abú Chafar Muslim que supervisase su aplicación; Ibn al-Furat, por su parte, quedó a cargo de confiscar las casas de los oficiales que habían huido.

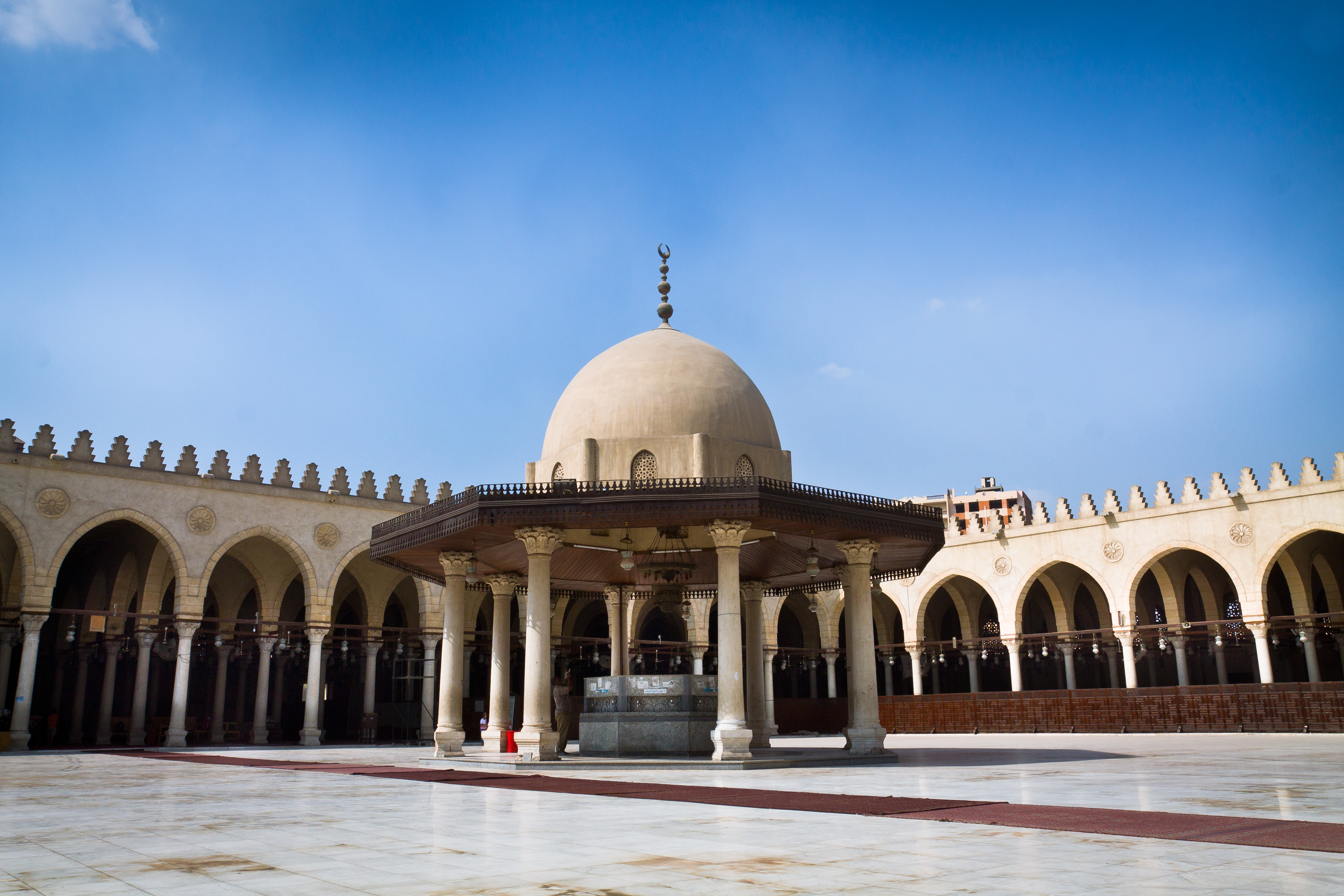
El patio interior de la Mezquita de Amr

Ibn al-Furat y Abu Chafar Muslim, acompañados por los mercaderes principales, encabezaron una multitud que el 6 de julio cruzó el puente de barcas para rendir pleitesía a Chaufar en Guiza. El ejército fatimí lo empezó a cruzar también en dirección contraria esa misma tarde y acampó a unos cinco kilómetros al norte de la ciudad. La distribución de limosnas a cargo del tesoro que Chaufar llevaba consigo se anunció a la mañana siguiente; el cadí del ejército, Alí ibn al-Ualid al-Ishbili, lo distribuyó a los pobres. Chauhar dirigió la oración de viernes en la mezquita de Amr en Fustat el 9 de julio; el predicador, vestido del blanco asociado a los alíes, leyó la oración, que le era extraña, de una nota, recitando la jutba en nombre de al-Muiz.

## Consolidación de la autoridad fatimí

### Persecución de los restos de las fuerzas enemigas e intento de conquista del Levante
La conquista de Fustat, la ciudad más populosa y centro de la administración, fue crucial, pero no supuso el sometimiento inmediato de Egipto. Los restos de las fuerzas enemigas se concentraron en Palestina a las órdenes de Hasán ibn Ubaidalá, y más al norte los bizantinos se apoderaron de Antioquía tras un dilatado asedio y sometieron a vasallaje a los hamdaníes de Alepo. En consecuencia, Chauhar envió un ejército al mando de Chafar ibn Falá a someter a las últimas fuerzas ijshidíes y, en consonancia con la promesa de retomar la yihad, a luchar contra los bizantinos.
El ejército fatimí venció a los ijshidíes y apresó a Hasán ibn Ubaidalá en mayo del 970, pero Damasco, disgustada por los desmanes de los soldados kutama, resistió hasta noviembre, cuando capituló; fue, pese a ello, entregada al pillaje. El ejército fatimí partió de la ciudad hacia el norte con el objetivo de asediar Antioquía, pero fue derrotado por los bizantinos. Ibn Falá tuvo también que enfrentarse a los cármatas, aliados a las tribus beduinas de la región. Fue vencido y muerto en combate en agosto del 971; la derrota eliminó la autoridad fatimí del Levante y dejó expedito el camino a Egipto al enemigo.
Los fatimíes tuvieron mejor suerte en el Hiyaz: las dos ciudades santas del islam, La Meca y Medina, se sometieron a la nueva dinastía, gracias en gran parte a los generosos donativos en oro que les envió al-Muiz. Abú Chafar Muslim gozaba de gran influencia en Medina, donde los husainíes ganaban peso y la jutba se hizo en nombre de al-Muiz en el 969 o 970. El hasaní Chafar ibn Muhammad al-Hasaní, que se había hecho con el poder en La Meca hacia el 968, se afirma que hizo la jutba en nombre de al-Muiz tan pronto como tuvo noticia de la conquista de Egipto, si bien algunas fuentes indican que lo hizo más tarde, en el 974 o 975, y un relato asevera que hubo que obligársele a reconocer la autoridad fatimí mediante una expedición conjunta de fuerzas fatimíes y medinesas en el 972. El reconocimiento de la autoridad fatimí por los ashrāf del Hiyaz, que se plasmó en la mención del califa fatimí en la jutba, y la reanudación de las caravanas de peregrinos en el 974/5 realzaron el prestigio de la dinastía, cuya legitimidad resultó reforzada.

### Chauhar, virrey de Egipto
Chauhar permaneció en Egipto para consolidar la autoridad de su señor en calidad de virrey o procónsul. Tenía que restaurar el orden en el gobierno, afianzar la nueva autoridad, hacer frente a los restos de los ejércitos ijshidíes y someter tanto el norte del país (el delta del Nilo) como el sur ([el [Alto Egipto]]).

#### Tratamiento de las tropas ijshidíes
Chauhar aceptó el sometimiento de catorce jefes de las facciones ijshidí y kafurí en el 969, que mandaban entre cinco y seis mil soldados; los jefes fueron arrestados y los soldados, desarmados. Las propiedades de los militares ijshidíes, tanto las de los oficiales como las de la tropa, fueron confiscadas sistemáticamente por el nuevo gobierno.
Los fatimíes sospechaban de la lealtad de las tropas ijshidíes y rehusaron incluirlas como regulares en su ejército. Sí las emplearon, empero, como refuerzos de urgencia, permitiendo la supervivencia de estos soldados licenciados, que carecían de otro sustento que no fuese su servicio. Muchos fueron reclutados para hacer frente a la invasión cármata del 971, si bien muchos más que habían huido de Egipto se contaban precisamente en las filas del ejército invasor. Chauhar prendió a novecientos de ellos tras la derrota cármata; al-Muiz los liberó luego para que participasen en la defensa frente a la segunda invasión cármata del 974. También se reclutaron antiguos soldados ijshidíes para compensar las pérdidas sufridas en las sucesivas derrotas, al menos hasta el 981.

#### Administración interna y reformas
Chauhar tuvo que evitar suscitar el resentimiento de los notables egipcios y mantener la gestión de la región. Para ello mantuvo fundamentalmente en sus puestos al personal de la época anterior: Ibn al-Furat conservó el puesto de visir y lo mismo sucedió con el cadí y el predicador principales, así como los directores de los organismos administrativos; Chauhar se limitó a nombrar un supervisor kutama para vigilarlos. También organizó sesiones semanales para oír quejas (maẓālim), abolió algunos impuestos y devolvió a sus dueños las propiedades que les había confiscado ilegalmente la hacienda egipcia.
Fue prudente en lo relativo a la religión, introduciendo gradualmente los ritos ismailíes. Se mantuvieron temporalmente los suníes en la mezquita de Amr y solamente en la de Ibn Tulun, que servía a los soldados fatimíes, se implantó la llamada a la oración (el adhan) en marzo del 970. Ello no impidió que surgiesen tensiones en octubre del 969, cuando el cadí del ejército fatimí proclamó el fin del ayuno del Ramadán un día antes que el cadí principal suní. Los fatimíes también impusieron un código moral más estricto, reflejo de su propio  puritanismo y del deseo de acabar con el supuesto libertinaje de sus predecesores. Esta medida granjeó a la nueva dinastía las simpatías de los sectores religiosos suníes, pero también originó cierta resistencia.
Chauhar emprendió asimismo la construcción de una nueva capital para su señor en el lugar donde había acampado el ejército. Como su equivalente magrebí, se la llamó al-Mansuriya; se adoptaron incluso los nombres de algunas puertas y de barrios de la antigua capital. Su edificio principal, la mezquita de al-Azhar, empezó a construirse el 4 de abril de 970, y se completó en el verano del 972.

#### Pacificación de las provincias y la invasión cármata
Chauhar envió tropas al mando del antiguo jefe ijshidí Alí ibn Muhammad al-Jazín en noviembre o diciembre del 969 a combatir el bandidaje en el Alto Egipto. La situación era aún más compleja en el delta del Nilo. El terreno pantanoso y las divisiones sociales y religiosas de la población de la zona eran desconocidos para sus soldados kutama, por lo que Chauhar dejó las operaciones en la zona en manos de antiguos oficiales ijshidíes. Muzahim ibn Raíq, quién con sus hombres se había pasado a los fatimíes, fue nombrado gobernador de Farama, y Tibr fue despachado contra Tinnis, donde había estallado una revuelta contra los onerosos impuestos. Tibr se pasó pronto a las filas rebeldes y se hizo con el mando del alzamiento, animando a los lugareños a rechazar el pago de impuestos. Chaufar trató en vano de sobornarlo y, al no conseguirlo, envió otro ejército contra él. Tibr huyó al Levante, pero fue capturado y ejecutado por los fatimíes.
Chauhar hubo de enfrentarse a los cármatas en septiembre del 971, que, tras vencer a Ibn Falá, invadieron Egipto. En vez de marchar directamente contra Fustat, se dirigieron a la parte oriental del delta. La rebelión de Tinnis resurgió cuando llegaron a la zona y la región entera se alzó contra los fatimíes. Un ejército fatimí recuperó brevemente Farama, pero la rebelión lo obligó a retirarse a Fustat, perseguido por los cármatas. Estas operaciones retrasaron dos meses la acometida contra Fustat y dieron a Chauhar tiempo para preparar una línea de fortificaciones y una trinchera en Ain Shams, al norte de la capital, que se extendía a lo largo de diez 10 kilómetros desde el Nilo a las colinas de Mokattam. El general fatimí movilizó a casi toda la población de Fustat y batió al enemigo en dos costosas y reñidas batallas  que se libraron el 22 y el 24 de diciembre del 971. Los cármatas se retiraron a Palestina; muchos murieron en la huida, asesinados por la recompensa que Chauhar prometió a aquellos que les diesen muerte. Los refuerzos venidos de Ifriqiya al mando de Hasán ibn Ammar llegaron dos días después de la segunda batalla y permitieron afianzar la autoridad fatimí en el país.
La invasión cármata no solo hizo revivir la rebelión de Tinnis y del delta, sino que favoreció la actividad contraria a la nueva dinastía. En el Alto Egipto, el jefe kilabi Abd al-Aziz ibn Ibrahim, hasta entonces aliado, se rebeló en nombre del califa abasí. Se envió una expedición al mando del jefe nubio contra él; fue apresado y llevado enjaulado a El Cairo a comienzos del 973.
El levantamiento en el delta perduró varios años, en parte porque Chauhar no tenía suficientes fuerzas para sofocarlo. Ibn Ammar emprendió finalmente la brutal represión de la zona en el verano del 972. Los cármatas enviaron una flota a auxiliar Tinnis, pero los fatimíes se apoderaron de siete de los barcos y quinientos marineros en septiembre u octubre del 972. Al-Maqrizi asevera que esto sucedió un año después, en junio o julio del 973, por lo que quizá hubo dos expediciones navales cármatas para socorrer Tinnis; si fuese así, concordaría con la afirmación de Ibn Zulaq de que al-Muiz obtuvo dos victorias navales en la lucha contra ellos. Tinnis acabó rindiéndose y pagando un millón de dírhams para evitar represalias.

#### Valoración
Chauhar logró someter fundamentalmente Egipto y hacer que la población aceptase paulatinamente a la nueva dinastía, principalmente mediante la prudencia y la moderación en la imposición de la doctrina ismailí (aspecto en el que su actitud  contrastó con la de al-Muiz cuando este se hizo con cargo del gobierno tras su llegada a Egipto). Sin embargo, la desastrosa campaña de Siria, el desbaratamiento de la invasión cármata, el proceso de sometimiento de Egipto y la construcción de la nueva capital comportaron enormes dispendios. Los tumultos de esos años también estorbaron la recuperación de la agricultura egipcia y redujeron la recaudación. Como resultado, tres años después de la entrada triunfal de Chauhar en Fustat, la expectativa de extender la conquista hasta Bagdad se había frustrado.
Salvo Ramla, que fue conquistada en mayo del 972, el grueso del Levante quedó fuera de los dominios fatimíes. Hubo incluso una segunda invasión cármata de Egipto en el 974. Los cármatas volvieron a apoderarse del delta, mientras un segundo ejército acaudillado por el hermano de Abú Chafar Muslim, Aju Muslim, rodeaba El Cairo y acampaba entre Asiut y Ajmim. Muchos vástagos de la principales familias ashrāf acudieron a sumarse a sus huestes. Una vez más se llamó a las armas a la población capitalina y los cármatas fueron vencidos en una batalla que se disputó justo al norte de Ain Shams. Los fatimíes se apoderaron de Damasco más tarde, en tiempos del sucesor de al-Muiz, al-Aziz (975-996) y lograron por fin extender su autoridad sobre casi todo el Levante.

### Traslado de la corte fatimí a Egipto
Tras desbaratar la invasión cármata y a pesar del continuo malestar en la región, Chauhar creyó llegado el momento de invitar a su amo, el califa al-Muiz, a que tomase posesión de Egipto; parecía que el dominio de la región estaba ya asegurado. El califa emprendió los preparativos para trasladar la corte, el tesoro e incluso los féretros de sus antepasados de Ifriqiya a Egipto. El señor fatimí y su séquito partieron de al-Mansuriya tras dilatados preparativos el 5 de agosto de 972 en dirección a Sardaniya, cerca de Aín Yelula, donde se le fueron uniendo partidarios durante los cuatro meses siguientes. Allí nombró virrey de Ifriqiya a Buluggin ibn Ziri el 2 de octubre. Una enorme columna de hombres y animales partió hacia Egipto el 14 de noviembre; alcanzó Alejandría el 30 de mayo del 973, y Guiza el 7 de junio. Una delegación de notables encabezada por Abú Chafar Muslim fue a su encuentro y acompañó al califa en la última etapa del camino. Al-Muiz cruzó el Nilo el 10 de junio. Hizo caso omiso de la recepción que le habían organizado en Fustat y no entró en la ciudad, sino que se dirigió a su nueva capital, que rebautizó con el nombre de al-Qāhira al-Muʿizzīya («la Ciudad Victoriosa de al-Muiz"), el moderno El Cairo.
La llegada del califa fatimí y de la corte fue un punto de inflexión en la historia egipcia. El país ya había sido autónomo durante los períodos tuluní e ijshidí, por vez primera desde la época de los ptomoleos y era una potencia regional. Sin embargo, las ambiciones de estas dinastías se habían limitado a la región colindante y sus dirigentes habían seguido ligados a la corte abasí; el Estado fatimí, por el contrario, tenía carácter imperial y revolucionario, y sus soberanos afirmaban gozar de un mandato religioso ecuménico rival al de los abasíes. Si bien finalmente no alcanzaron sus objetivos, transformaron Egipto, y su capital, El Cairo, fundada como centro de un imperio universal, devino en una de las principales ciudades del mundo islámico.